# Universidade do Estado do Rio de Janeiro
A Universidade do Estado do Rio de Janeiro (UERJ) é uma universidade pública do estado do Rio de Janeiro, Brasil e uma das maiores e mais prestigiadas universidades do país e da América Latina. Possui campi em nove cidades do estado, sendo o maior deles localizado no bairro do Maracanã, na cidade do Rio de Janeiro. Os outros campi estão situados nos municípios de Petrópolis, Angra dos Reis, Nova Friburgo, Cabo Frio, Resende, Teresópolis, São Gonçalo e Duque de Caxias, além de unidades externas nos bairros de Botafogo, Lapa, São Cristóvão, Rio Comprido, São Francisco Xavier, Campo Grande e Vila Isabel (todos na capital). Na soma de todos os campi, a UERJ possui um total de 100 cursos de graduação, 63 cursos de mestrado, 46 cursos de doutorado, 2,8 mil professores e 43 mil alunos matriculados entre graduação e pós-graduação.

## Desempenho emrankingsacadêmicos
Em três tipos de rankings, elaborados pela revista  U.S. News & World Report com base em doze indicadores; é considerada a 11ª melhor universidade do Brasil, 21ª da América Latina e 801ª do mundo. E em outros tipos de rankings, disponibilizados pela Clarivate Analytics à CAPES, é a décima universidade brasileira em número de artigos científicos e primeira do país em impactos das citações.
Os cursos de medicina e direito da universidade figuram entre os melhores do país (segundo o ranking do Exame Nacional de Desempenho de Estudantes e a Ordem dos Advogados do Brasil, respectivamente), além de grande excelência na formação de professores. Os cursos de engenharia, biologia, enfermagem, letras, filosofia e ciências sociais também são referência no país, de acordo com o Guia do Estudante.
Sua Faculdade de Direito já formou renomados juristas, como Ricardo-César Pereira Lira, Joaquim Barbosa, Luiz Fux, Otávio Leite, Wadih Damous e Luís Roberto Barroso. Destaca-se também o Instituto de Física, classificado como o 393º melhor do mundo em sua área pela U.S. News & World Report.

## História
A história da Universidade do Estado do Rio de Janeiro (UERJ) teve início em 4 de dezembro de 1950, com a promulgação da lei municipal nº 547, que cria a nova "Universidade do Distrito Federal" (UDF) durante mandato do então general de divisão e prefeito do Distrito Federal do Rio de Janeiro, marechal Ângelo Mendes de Moraes. Diferente da instituição homônima, fundada em 1935 e extinta em 1939, a nova universidade ganhou força e tornou-se uma referência em ensino superior, pesquisa e extensão na região sudeste brasileira. Criada a partir da fusão da Faculdade de Ciências Econômicas do Rio de Janeiro, da Faculdade de Direito do Rio de Janeiro, da Faculdade de Filosofia do Instituto La-Fayette e da Faculdade de Ciências Médicas, a Universidade cresceu, incorporando e criando novas unidades com o passar dos anos. Às faculdades fundadoras uniram-se instituições como a Escola Superior de Desenho Industrial (Esdi), o Hospital Geral Pedro Ernesto (Hupe), a Escola de Enfermagem Raquel Haddock Lobo, entre outras.

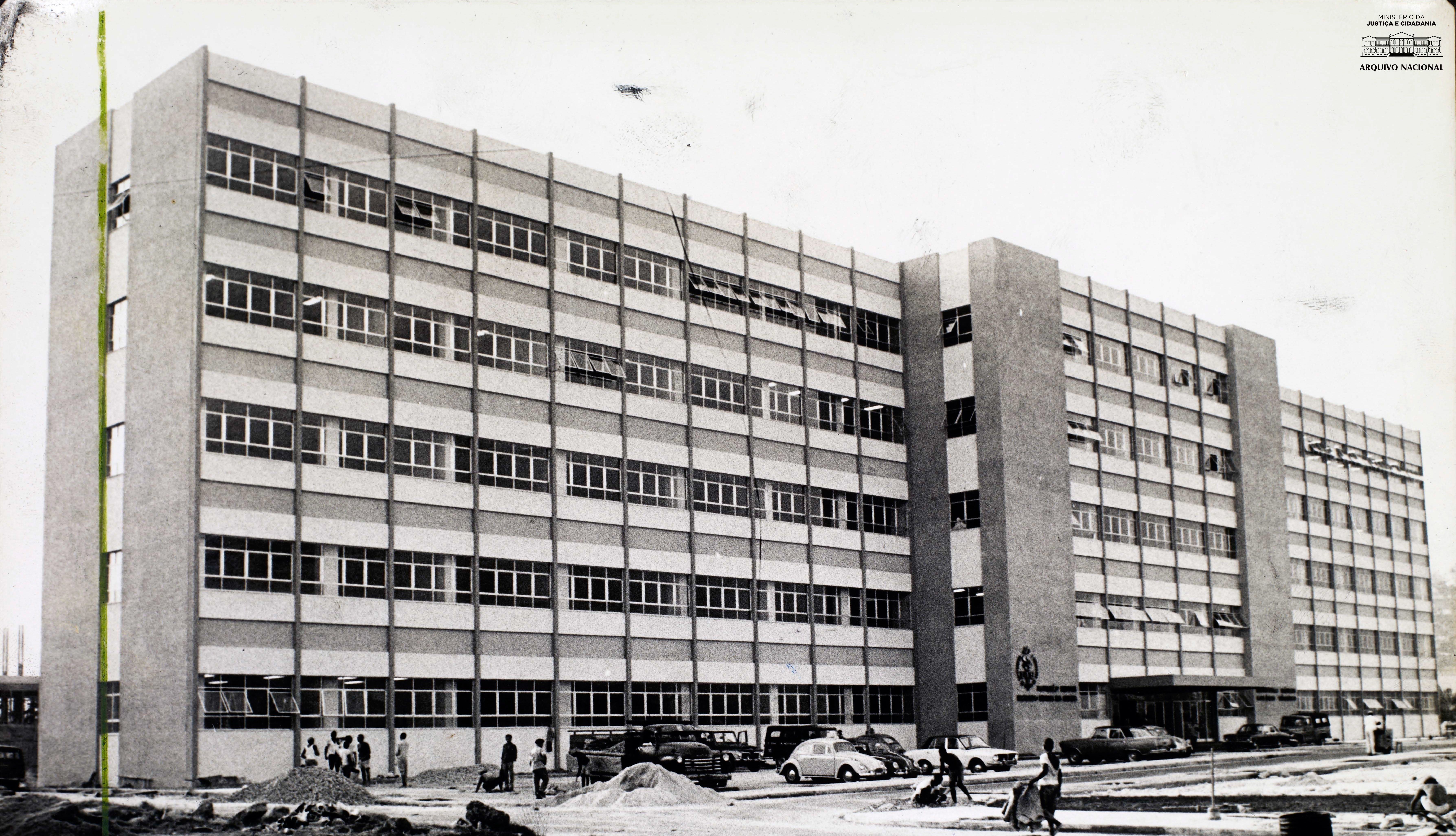
UERJ em 1970, então Universidade do Estado da Guanabara (UEG)

Nesse trajeto, a instituição viu seu nome mudar, acompanhando as transformações políticas que ocorriam. Em 1958, a UDF foi rebatizada como "Universidade do Rio de Janeiro" (URJ). Em 1961, após a transferência do Distrito Federal para a recém-inaugurada Brasília, a URJ passou a se chamar "Universidade do Estado da Guanabara" (UEG). Finalmente, em 1975, ganhou o nome atual.
Em 2010 foi criado o Instituto de Estudos Sociais e Políticos da Universidade do Estado do Rio de Janeiro (IESP-UERJ), a partir de antigos programas de mestrado e doutorado em sociologia e ciência política (dente eles, o mais antigo em Ciência Política do Brasil). Além disso, novas unidades foram criadas para atender às demandas da Universidade e da comunidade, como o Instituto de Aplicação (CAp) e a Editora da UERJ (Eduerj), entre outros.
Em 2015, com a situação ruim das finanças do estado do Rio de Janeiro, o repasse de verbas de custeio foi reduzido drasticamente, levando a universidade a dar calote nas empresas terceirizadas de alimentação, segurança e manutenção. Além disso, houve atrasos no pagamento do salário dos servidores a partir de 2016. Entre 2017 e 2022 foram cortados importantes projetos de pesquisa e extensão e as atividades de ensino ficaram severamente comprometidas, fazendo com que a universidade contingenciasse até mesmo as aulas. Entre as consequências deu-se a queda de 50% no número de inscritos para o vestibular em 2017.
Em 22 de março de 2022 a UERJ absorveu o Centro Universitário Estadual da Zona Oeste (UEZO), fazendo da antiga sede universitária desta o novo campus UERJ Zona Oeste (ou UERJ-ZO).

## Campie instituições orgânicas

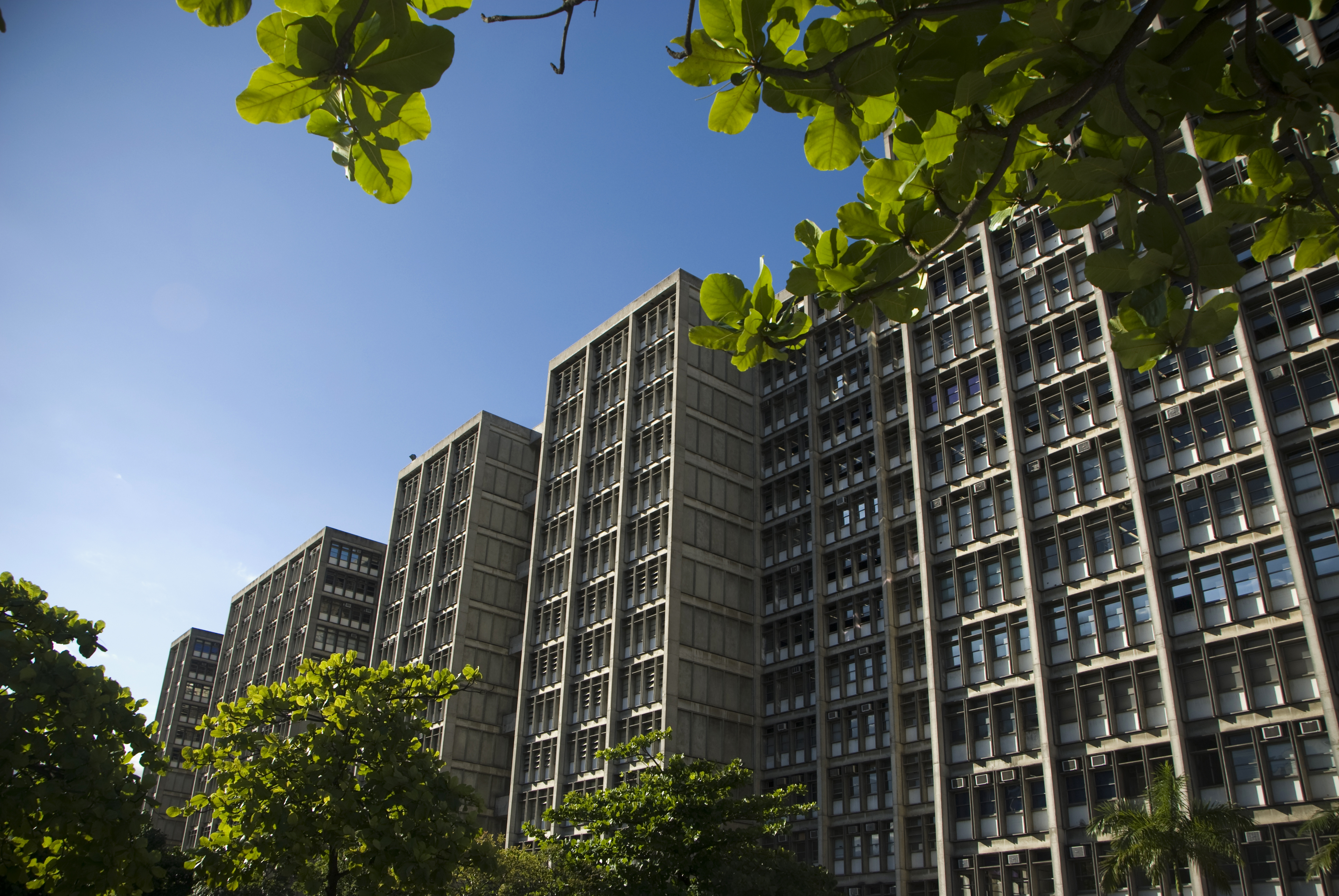
Campus Maracanã

### CampusFrancisco Negrão de Lima (sede) - Maracanã (Rio de Janeiro, capital)

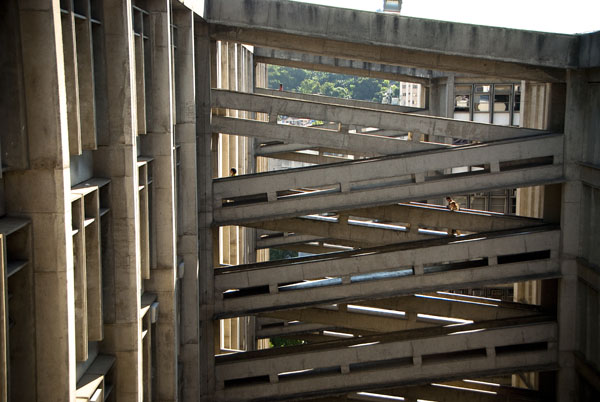
Complexo de rampas do Pavilhão João Lyra Filho

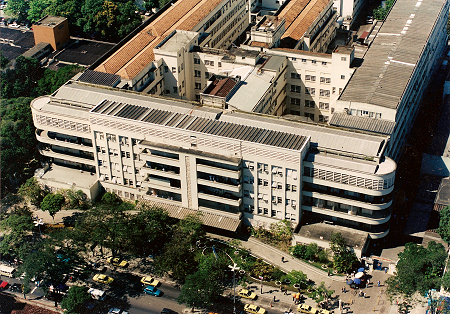
Hospital Universitário Pedro Ernesto

O campus Francisco Negrão de Lima, localizado no bairro do Maracanã, zona norte da cidade do Rio de Janeiro, foi erguido no local da antiga Favela do Esqueleto, conhecida por esse nome pois lá existia a estrutura abandonada da construção de um hospital público que, após sua conclusão, passou a ser o atual Pavilhão Haroldo Lisboa da Cunha.
O campus foi oficialmente inaugurado em 1976 e possui atualmente mais de 160 000 metros quadrados de área construída, 292 salas de aula, 12 bibliotecas, 24 auditórios e 111 laboratórios distribuídos entre o pavilhão João Lyra Filho e o pavilhão Haroldo Lisboa da Cunha. O campus no Maracanã também abriga importantes espaços voltados para atividades artísticas e culturais, como o teatro Odylo Costa Filho (o segundo maior teatro do Rio de Janeiro), a galeria Cândido Portinari e a Concha Acústica Marielle Franco. A universidade possui um Colégio de Aplicação, instituição de ensino fundamental e médio, que obteve, recentemente, destaque no Exame Nacional do Ensino Médio.
A 200 metros do campus, em Vila Isabel, está localizado o Hospital Universitário Pedro Ernesto (HUPE), unidade de saúde de alta complexidade vinculada à UERJ, sendo referência em áreas como Pediatria, Urologia, Reumatologia, Dermatologia, Medicina de Família e Comunidade, Psiquiatria e Doenças Infectoparasitárias. No mesmo terreno está sediada a Faculdade de Ciências Médicas (FCM) e o Instituto de Biologia Roberto Alcântara Gomes (IBRAG). As faculdades de Enfermagem e Odontologia também estão sediadas em Vila Isabel, próximas ao HUPE.

### Instituto de Estudos Sociais e Políticos (IESP) - Botafogo (Rio de Janeiro, capital)

Logotipo do IESP-UERJ.

No bairro de Botafogo, se localiza o Instituto de Estudos Sociais e Políticos (IESP), um dos mais antigos e tradicionais centro de pesquisa e pós-graduação em Ciências Sociais do Brasil. O centro, inicialmente chamado de Instituto Universitário de Pesquisas do Rio de Janeiro (IUPERJ), foi fundado em 1969 e incorporado à UERJ no ano de 2010. Abriga dois importantes programas de pós-graduação stricto sensu: em Ciência Política e Sociologia - sendo este último condecorado com a nota máxima na avaliação quadrienal da CAPES, além de cursos na modalidade lato sensu (especialização).  

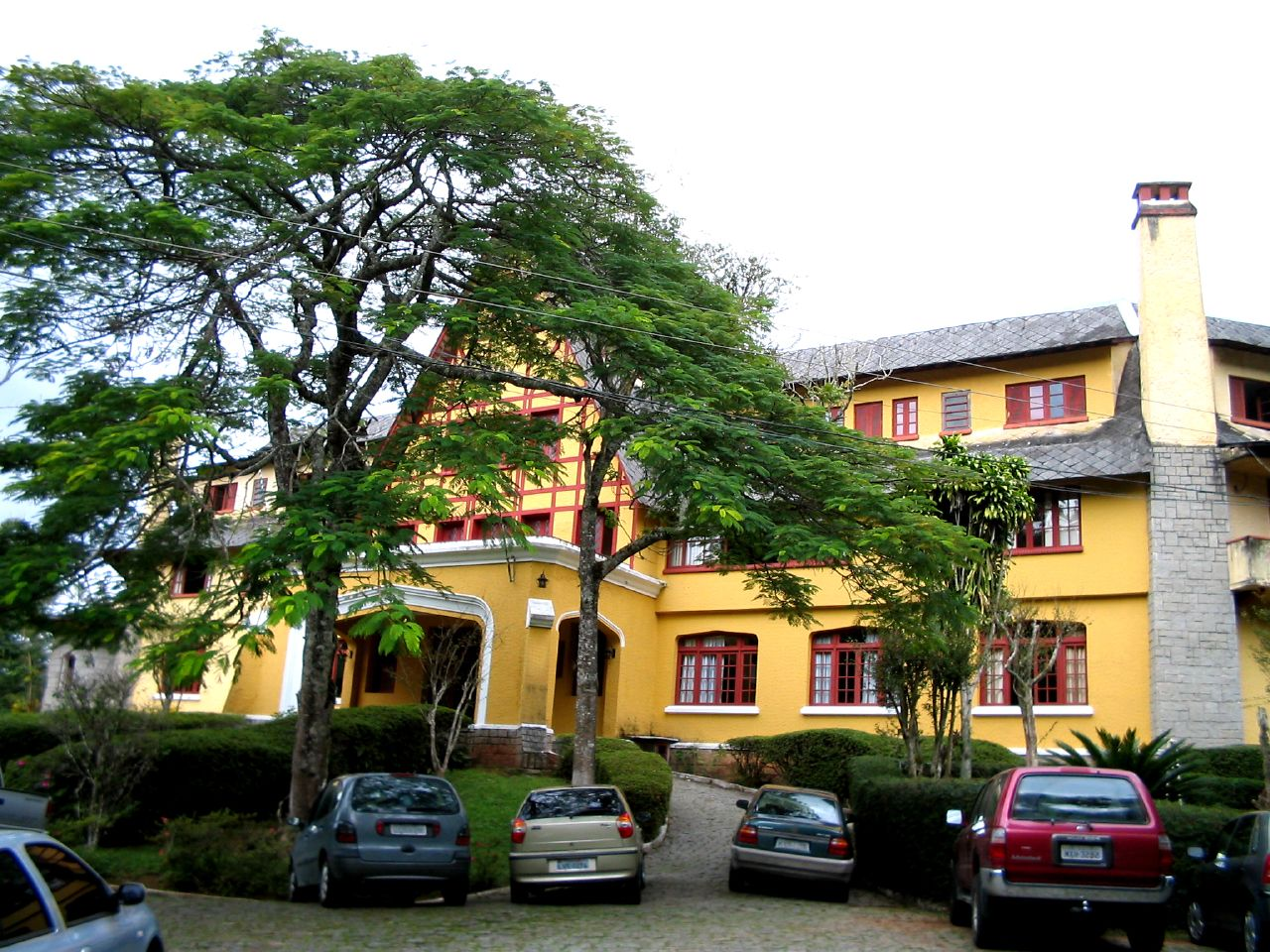
Campus de Nova Friburgo

### Instituto Politécnico - Nova Friburgo
O campus da universidade em Nova Friburgo atua no ensino, na pesquisa e na extensão. Oferece graduação em Engenharia Mecânica e Engenharia da Computação, mestrado e doutorado em modelagem computacional (CAPES nível 6), pioneiro no país, desde 1995, e, a partir de 2007, mestrado em ciência e tecnologia de Materiais. Tem forte atuação junto aos setores produtivos da região, nomeadamente os APLs da moda, metal-mecânico e agronegócios, com atividades protagonizadas pelo Núcleo de Desenvolvimento e Difusão Tecnológica, pela Incubadora de Empresas de Base Tecnológica e por diversos laboratórios. Anteriormente situava-se no Parque Ambiental José Simões Lopes, em plena mata atlântica, porém, após a tragédia climática de 2011 instalou-se em quatro prédios da antiga Fábrica Filó, no bairro Vila Amélia.

### Faculdade de Educação da Baixada Fluminense - Duque de Caxias
A Faculdade de Educação da Baixada Fluminense (FEBF) é uma unidade acadêmica da Universidade do Estado do Rio de Janeiro - UERJ, criada em 1962 como Curso de Formação de Professores para o Ensino Normal no antigo estado do Rio de Janeiro. Mais tarde, em 1982, já como curso de pedagogia, foi incorporada à UERJ e, em 1986, finalmente transformada em unidade acadêmica, recebendo a atual gestão.

### Faculdade de Formação de Professores - São Gonçalo
O campus da Faculdade de Formação de Professores localiza-se em São Gonçalo.  Oferecendo os cursos de graduação de licenciatura em Ciências Biológicas, Geografia, História, Letras (Português/Literaturas e Português/Inglês), Matemática e Pedagogia.

### Faculdade de Tecnologia - Resende
A Faculdade de Tecnologia foi criada em 1993, em Resende, com a implementação do curso de engenharia de produção.  Atualmente oferece os curso de Engenharia de Produção, Engenharia Mecânica e Engenharia Química.  Suas instalações estão situadas no pólo industrial, onde anteriormente funcionava a fábrica da Kodak (antiga Sakura). As instalações e terreno foram doados para a UERJ pela diretoria da Kodak do Brasil.

### Faculdade de Turismo - Teresópolis
A Faculdade de Turismo foi criada em 2010 em Teresópolis, com a implementação do curso de bacharelado em turismo. A partir de 2019 o curso de Turismo passou a ocupar o campi principal do Maracanã na cidade do Rio de Janeiro, e desde então vem ganhando espaço no segundo andar do Pavilhão Reitor João Lyra Filho.

### Faculdade de Design (ESDI) - Lapa (Rio de Janeiro, capital)
A Faculdade de Design, situada na Lapa, foi criada em 1963, é também conhecida como Escola Superior de Desenho Industrial. A ESDI oferece cursos de graduação, mestrado e doutorado em design e graduação em arquitetura e urbanismo.

### Faculdade de Arquitetura e Urbanismo (ESDI) - Petrópolis
A Faculdade de Arquitetura e Urbanismo foi criada em 2015, na cidade de Petrópolis. O curso teve seu início efetivo em 2016, com a primeira turma aprovada pelo vestibular próprio da universidade
.

### Campus Zona Oeste (UERJ-ZO) - Campo Grande (Rio de Janeiro, capital)
Após grande movimentação da comunidade estudantil, através da Lei 9.602/2022, de 22 de março de 2022, o Centro Universitário Estadual da Zona Oeste (Uezo) foi incorporado à UERJ. O patrimônio, as competências e atribuições da Uezo foram transferidos para a UERJ, segundo lei de incorporação das instituições sancionada pelo governo do Rio. Concebida no ano de 2002 e inaugurada no ano de 2005 a instituição foi criada com o objetivo de atender a demanda de estudantes da Zona Oeste do Rio de Janeiro e de municípios como Itaguaí e Nova Iguaçu, além de ampliar o desenvolvimento tecnológico e econômico de tais regiões. Com cursos focados em áreas como tecnologia da informação, ciências biológicas, engenharias, farmácia e construção naval, o novo campus tem grande proximidade ao Distrito Industrial de Santa Cruz, grande polo de manufaturas fluminense e o Porto de Itaguaí, considerado o segundo maior porto público em movimentação de cargas.

### Campus regional - Cabo Frio
A universidade possui, ainda, um campus regional na cidade de Cabo Frio, onde oferece os cursos de Medicina, Ciências Ambientais e Geografia. O campus foi inaugurado no ano de 2023, após disputas judiciais para a sua instalação no prédio em que antes funcionava outra instituição de ensino.

## Ingresso
Qualquer um com o ensino médio completo pode tentar conseguir uma vaga na universidade, considerada hoje uma das melhores universidades do país. O seu vestibular é o mais disputado do Rio De Janeiro, uma vez que o restante das faculdades do estado não possuem mais vestibular próprio, pois aderiram ao Exame Nacional do Ensino Médio. Os exames de admissão ocorrem anualmente e são divididos em duas partes: a primeira ocorre geralmente entre junho e agosto e é chamada de Exame de Qualificação. Essa fase é marcada por uma prova objetiva composta por 60 questões. A segunda, é restrita aos candidatos que passaram pela primeira fase e é chamada de Exame Discursivo, onde o candidato deve realizar duas provas de conhecimento especifico, português instrumental e redação. As inscrições para o vestibular são abertas na maioria das vezes entre março e abril.

### Cotas
A UERJ foi, no Vestibular 2003, a primeira universidade brasileira a criar e adotar um sistema de cotas, reconhecido como marco na democratização do acesso ao ensino universitário. Nesse primeiro ano, não houve a exigência do critério renda familiar mínima, o que fez muitos estudantes com boa renda de escolas públicas de qualidade ocuparem grande quantidade de vagas: acabou ocorrendo somente no Vestibular 2004, no mesmo ano do surgimento das cotas na UNEB; onde nesta já surgiu com o critério renda familiar.
Atualmente, o programa é garantido pela Lei Estadual nº 5.346/2008 e reserva 45% das vagas do vestibular para estudantes em situação de carência socioeconômica, distribuídos entre :
- Estudantes da rede pública — 20%[36]
- Negros e indígenas, por autodeclaração — 20%[36]
- Filhos de agentes de segurança pública mortos ou incapacitados em razão do serviço e Portadores de Necessidades Especiais (PNE) — 5%[36]

A mesma lei garante, inclusive, que os estudantes ingressos pelo sistema de cotas recebam auxílio-permanência durante o período do curso universitário, além de outras ações de inclusão social a serem promovidas pela Universidade e órgãos de administração estadual, promovendo assim a manutenção básica do aluno e preparando seu ingresso no mercado de trabalho.

## Galeria de fotos

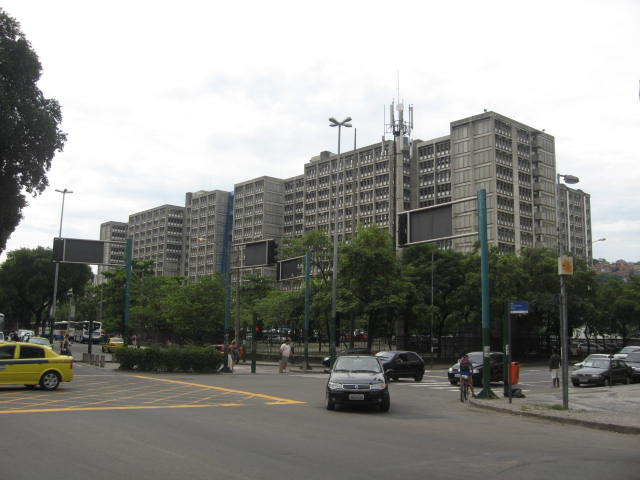
Campus sede, no bairro do Maracanã.
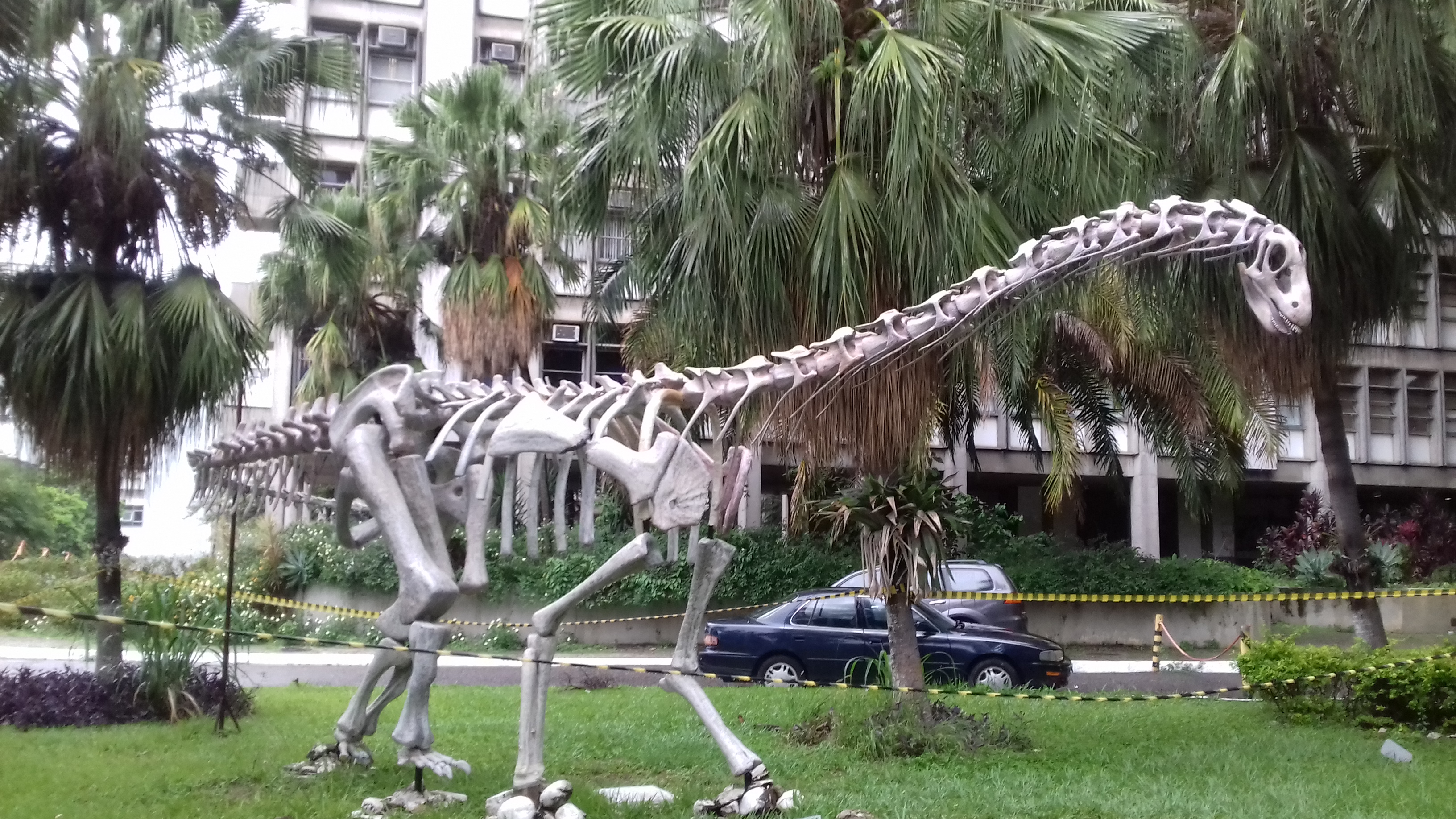
Exposição externa.
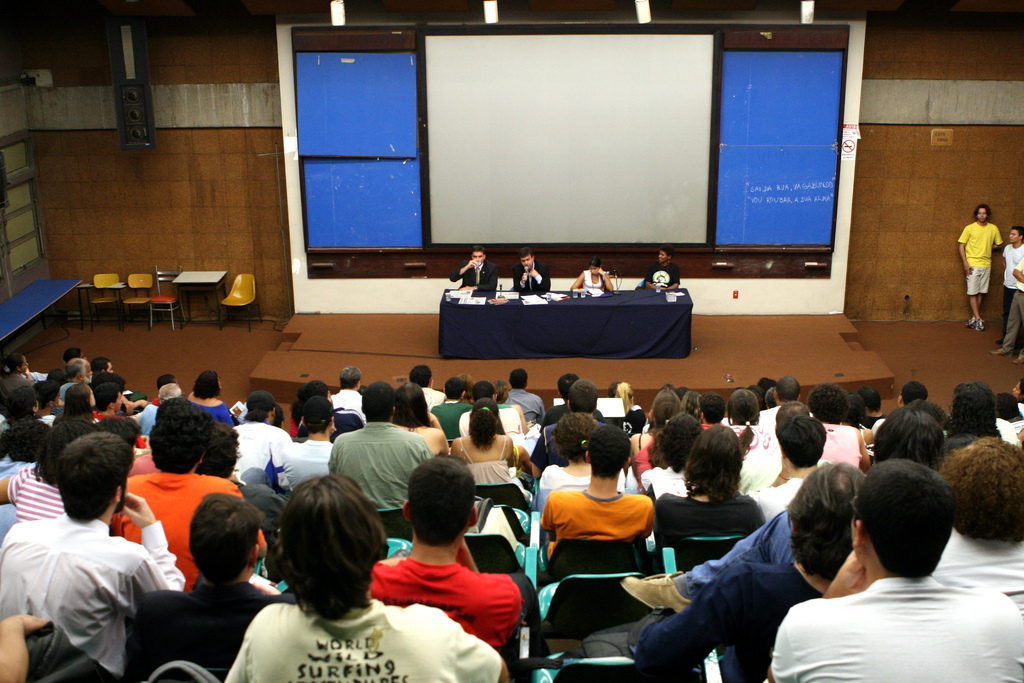
Um dos auditórios da universidade, no campus Maracanã.
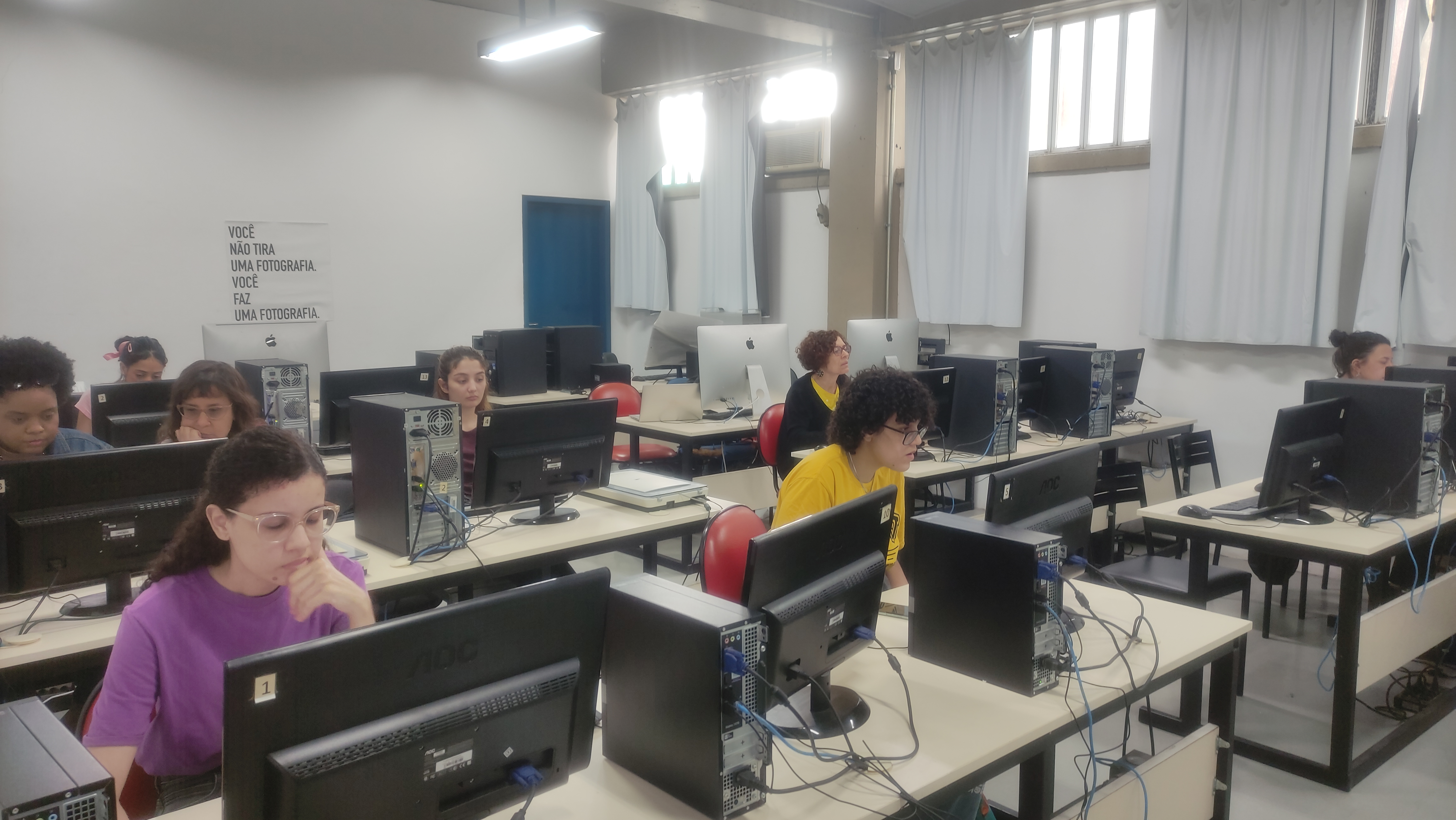
Laboratório em um dos centros da universidade.
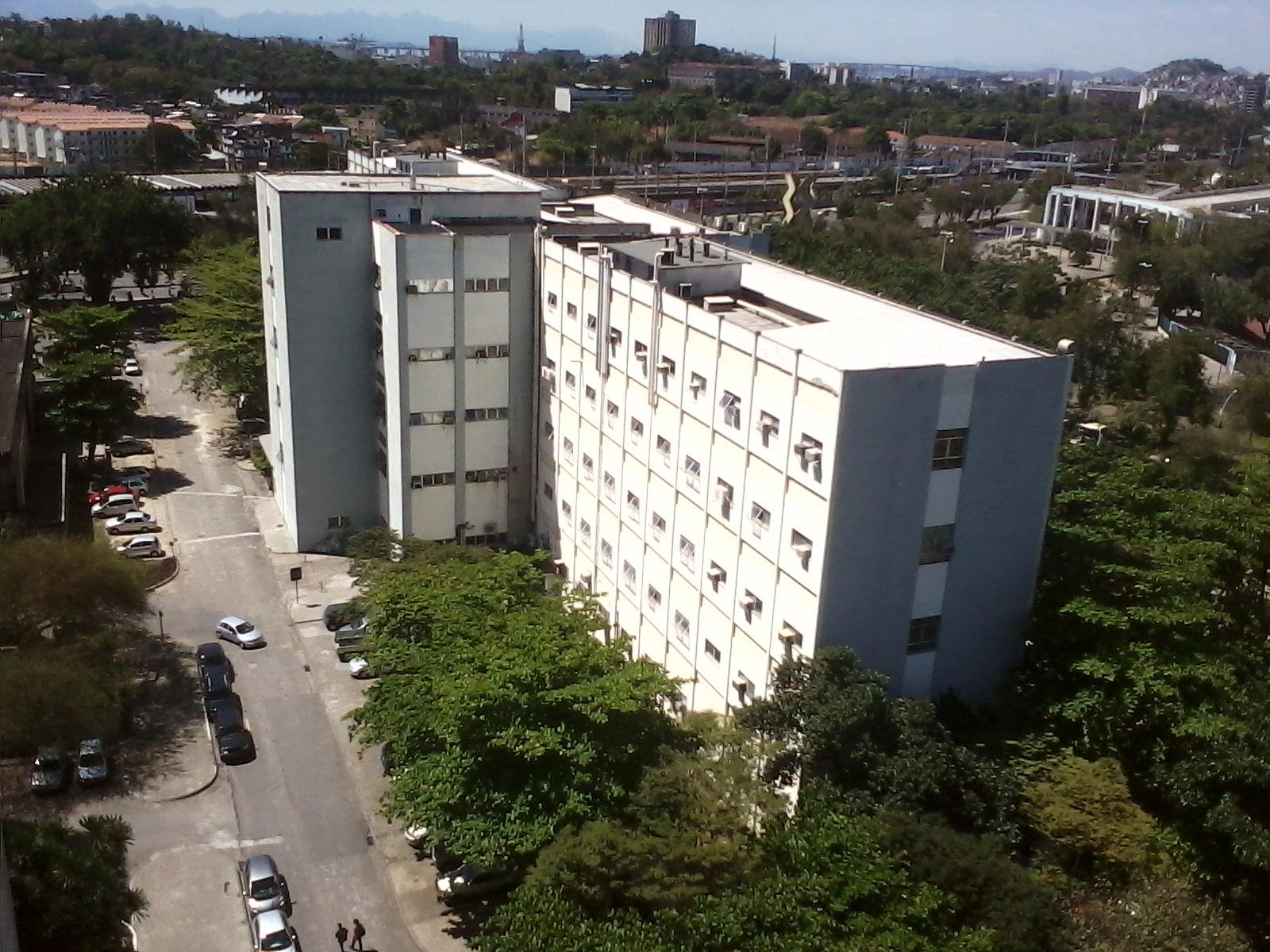
Pavilhão Haroldo Lisboa da Cunha, que abriga o Instituto de Química (IQ).
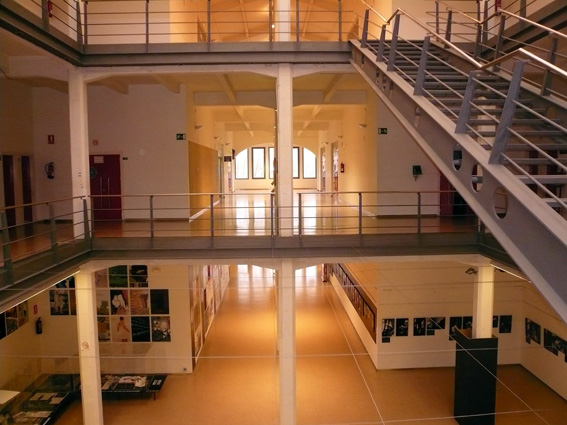
Hall de entrada da Escola Superior de Desenho Industrial (ESDI).
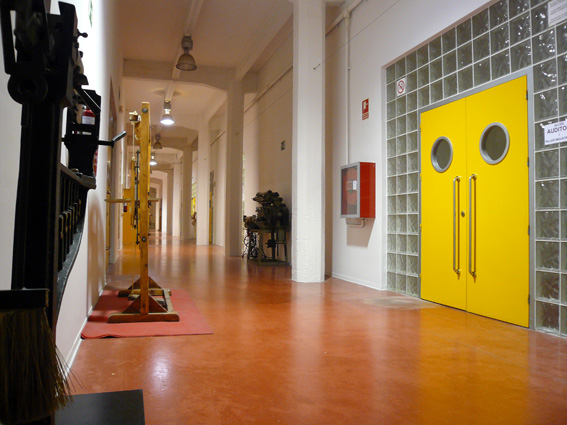
Corredor na Escola Superior de Desenho Industrial (ESDI).
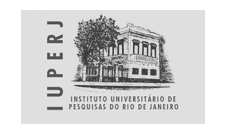
Ilustração do Instituto de Estudos Sociais e Políticos (IESP), antigo Instituto Universitário de Pesquisas do Rio de Janeiro (IUPERJ).